# Flordon
Flordon – wieś w Anglii, w hrabstwie Norfolk, w dystrykcie South Norfolk. Leży 13 km na południowy zachód od Norwich i 147 km na północny wschód od Londynu.
Miejscowość liczy 263 mieszkańców.